# Moshe Barasch
Moshe Barasch sau Moshe Barash sau  (în ebraică:משה ברש,n.10 octombrie 1920 - d.7 iunie 2004) a fost un istoric israelian al artelor, născut în Bucovina, specializat mai ales în istoria artei Renașterii. A fost profesor la Universitatea Ebraică din Ierusalim și laureat al Premiului Israel. 

## Biografie

### Copilărie și tinerețe
Moshe Barasch, la naștere Moses Barasch, s-a născut în 1920 într-o familie de evrei sioniști și cu educație solidă din Cernăuți, România (azi în Ucraina)
Părinții săi erau Menahem Barasch, profesor de literatură ebraică și idiș și soția acestuia, Gusta. Bunicul din partea mamei era un hasid, care l-a familiarizat pe copil cu tradițiile hasidice și cu noțiuni despre literatura ebraică și idiș. 
Din cauza unui defect de inimă, a trebuit să părăsească școala în clasa a IV-a   
Barasch s-a dovedit un copil foarte dotat, s-a interesat de artă, de istorie și filozofie, iar la 13 ani a expus desene și picturi în ulei expresioniste pe teme evreiești la niște expoziții de artă la Cernăuți (1933 la prima expoziție de artă expresionistă din oraș) Praga la al XVIII-lea Congres Sionist, Budapesta, la Delphic Studio din New York  și într-un salon privat din Boston. La 15 ani a publicat în limba germană ,la Cernăuți, o carte de filozofie (Calea grea a credinței) (Des Glaubens schwere Wege) (prefațată de Mayer Ebner) în care si-a exprimat încrederea în iudaism și sionism  iar la 18 ani a publicat în aceeași editură locală, Aurora, o carte despre Iosephus Flavius.
Cu sprijinul rabinului Stephen Wise din New York și al soției lui, Louise Wise, care au fost[ entuziasmați de picturile expuse de Barasch în America  la sfârșitul anilor 1930, Barasch a cutreierat prin Europa, vizitând muzee și biblioteci, și consultând îndelung specialiști în domeniul teoriei și istoriei artei.

### Anii celui de-al Doilea Război Mondial
La izbucinrea celui de-al Doilea Război Mondial, la 19 ani s-a întors la Cernăuți. După o perioadă de ocupație sovietică în 1940-1941, în anii 1941-1944 în timpul regimului militar-fascist al lui Ion Antonescu, Barasch a trăit în ghetoul organizat de autorități pentru evreii din orașul natal, având norocul de a nu fi deportat în Transnistria. În acea perioadă, în 1942 el s-a căsătorit cu Bertha, născută Gendelmann. După reanexarea Bucovinei de nord la Uniunea Sovietică în februarie 1944, a efectuat serviciul militar în armata sovietică. Repatriat cu familia în România, el s-a implicat în activitatea sionistă de organizare a emigrației evreiești „ilegale” (Aliya Bet) în Palestina sub mandat britanic ,între altele, prin falsificarea de ștampile și documente În 1945 era cât pe ce să fie arestat, și a izbutit să fugă în Italia. Acolo a continuat activitatea în favoarea emigrarii spre Palestina a supraviețuitorilor Holocaustului din Germania, aflându-se sub comanda lui Shaul Avigur.În 1945 a reușit să organizeze emigrația părinților și a surorii sale în Palestina, iar la începutul anului 1948 a emigrat și el.

### În Israel

#### Războiul de independență
Cum a ajuns s-a înrolat în unitățile de „recruți străini” (Mahal) ai comandourilor Palmah ale organizației evreiești paramilitare Haganá și a luat parte, în cadrul Brigăzii Harel, la luptele grele pentru Ierusalim din Războiul de Independență al Israelului. El a mai luat parte la Operațiunea Makabi. A refuzat gradul de "seren" (căpitan), după câte se pare, ca protest personal împotriva desființării Palmahului de către guvernul noului stat Israel. .

#### Cariera pedagogică și științifică
După terminarea războiului, Barasch a desenat un șir de desene Dmuyot meOfel(Reflexii abisale) (Editura Hakibutz Hameuhad) inspirate de trăirile sale din timpul conflagrației mondiale  și în cursul anului 1949 a studiat la un seminar pedagogic. S-a reunit cu soția, care a emigrat și ea, și au locuit împreună, până în 1954 în kibuțul Ein Harod, unde el a pictat, a predat istorie și istoria culturii și artei la școala locală , și a făcut cercetări în domeniul istoriei artei Apoi a predat aceleași materii și la Seminarul pedagogic al kibuțurilor la Oranim.   
Încă din adolescență, Barasch a studiat singur istoria artei, ca autodidact. Ulterior, el a vizitat deseori Institutul Warburg din Londra, care era condus, în acea vreme, de către Erwin Panofsky. Barasch a început să devină cunoscut prin articolele pe care le-a publicat în lume în revistele de istorie și istorie a artei, prin conferințele și articolele sale despre estetică și, începând din 1952 s-a întâlnit regulat cu un grup de filozofi din Ierusalim, între care Martin Buber și Shmuel Hugo Bergmann cu care s-a împrietenit de aproape   
În anul 1958 Universitatea Ebraică din Ierusalim l-a invitat să întemeieze un departament de istoria artei, primul de acest gen în Israel, care a fost dotat cu o bibliotecă de artă și o colecție de diapozitive.
În 1961 Martin Buber și Shmuel Hugo Bergmann, au consimțit să-i recunoască cartea despre Percepția morții la Michelangelo ca echivalent al unei teze de doctorat. În 1961 Barasch a devenit conferențiar universitar, iar în 1964 fost numit șef al departamentului de istoria artei al Universității Ebraice. Din 1971 a fost profesor ordinar, până în 1975 la catedra Jack Cotton de istoria artei și la Institutul de Arte Frumoase și Scenice al Universității Ebraice din Ierusalim
În ciuda bolii de inimă de care suferea, Barasch a depus o neostenită activitate pedagogică și de cercetare.
În anii 1967-1968 Barash a fost profesor oaspete la Institutul de Studii Avansate din Princeton iar în 1969 la Centrul Harvard de cercetare a artei Renașterii la Villa I Tatti din Florența. În deceniul următor el a fost profesor oaspete la Universitatea New York (1970-1979), la Societatea de Științe Umane a Universității Cornell din Pennsylvania (1981) și la Universitatea Statului Pennsylvania (1981), apoi în 1982 la Universitatea Liberă din Berlin  
În 1985 el a publicat prima ediție a culegerii sale de documente despre istoria teoriei artei. Între 1982-1985 el a predat la Universitatea Yale.
În 1987 a publicat însemnata sa lucrare Giotto și limbajul gestului (Giotto and the Language of Gesture)
În 1988 a ieșit la pensie, devenind profesor emerit al Universității Ebraice.  
Paralel cu activitatea de cercetare, exprimată în principal în limba engleză, Barash a ținut mult să scrie și cărți despre artă pentru cititorii de limbă ebraică. A publicat cărți în cadrul seriei Omanut vedivrey omanim (Artă și cuvintele artiștilor), a înființat seria de cărți Mevoot (Introduceri) în editura Institutului Bialik, de asemenea, a redactat prefețe pentru traducerile în ebraică ale unor cărți clasice precum „Homo ludens” de Johan Huizinga, „"Viețile celor mai renumiți arhitecți, pictori și sculptori italiani, de la Cimabue până în timpurile noastre" de Giorgio Vasari etc 
Moshe Barasch a fost cel dintâi istoric israelian al artei care s-a bucurat de reputație în lume. El a fost influențat de Jacob Burckhardt și Arnaldo Momigliano și mai ales de cartea lui Panofsky, Idea: A Concept in Art Theory El s-a ocupat, mai ales, de arta antică târzie, arta din Evul Mediu și cea din Renaștere.  
Între discipolii săi s-au numărat Liuba Friedman și Ziva Avishai-Maisels.

### Viața privată
Din căsătoria cu Bertha Gendelmann, s-au născut trei copii.
Moshe Barasch a murit in 2004 la Ierusalim. A fost înmormântat în cimitirul de pe Har Hamenuhot (Muntele odihnirilor) din Ierusalim.

## În altă media artistică
Francis Peters a dedicat cartea sa despre Ierusalim lui Barasch și soției.

## Cărți
Până în 1996 Barasch a scris peste 70 articole de specialitate,  precum și 18 cărți, din care 11 în engleză, 6 în ebraică și una în germană. 
Cărțile sunt consacrate, între altele, artei renașterii și artei cruciaților, imaginii lui Dumnezeu în artă, iconografiei gesturilor și expresiilor faciale, esteticii și teoriei culorii in arta renascentistă, căilor prin care arta comunică cu privitorul, modului prin care conceptul mental de orbire este imaginat în artă.
în engleză:
- Blindness: the History of a Mental Image in Western Thought.  New York: Routledge, 2001
- The Language of Art: Studies in Interpretation.  New York: New York University Press, 1997
- Imago hominis: Studies in the Language of Art. Vienna : IRSA, 1991, and New York: New York University Press, 1994
- Icon: Studies in the History of an Idea. New York: New York University Press, 1992;
- Theories of Art: from Plato to Winckelmann.  New York: New York University Press, 1985 , updated and revised as, Modern Theories of Art. 2 vols. New York : New York University Press, 1989-1998
- Giotto and the Language of Gesture.  New York: Cambridge University Press, 1987
- Light and Color in the Italian Renaissance Theory of Art. New York: New York University Press, 1978;
- Approaches to Art 1750–1950 (1977);
- Gestures of Despair in Medieval and Early Renaissance Art New York: New York University Press, 1976;
- Crusader Figural Sculpture in the Holy Land: Twelfth Century Examples from Acre, Nazareth and Belvoir Castle.New Brunswick, NJ: Rutgers University Press, 1971.
- The Dream – Its Conception and Representation in Art History and in Western Culture

- articolul de catalog  “The Quest for Roots” la expoziția Artists of Israel: 1920-1980, Jewish Museum , New York

în ebraică:
- 1967  Dmut haadam betoldot haomanut (Figura omului in istoria artei)
- 1968 - Mavo leomanut harenesans (Introducere în arta Renașterii) , Institutul Bialik, Ierusalim
- 1971 - Tarbut harenesans beFirenze (Cultura Renașterii la Florența)
- 1989 - Prakim vateoriya shel omanut haRenesans vehaBarok  (Capitole despre teoria artei Renasterii și baroce) Editura Magnes, Ierusalim
- 1977 - Mahshevet haomanut badorot haakharonim (Idea de artă în ultimele generații), Institutul Bialik, Ierusalim
- 1985 - redacția generală a cărții lui Vasari în traducere ebraică de Myriam Schusterman -  Hayey hatzayarim, hapasalim vehaadrihalim hadegulim beyoter,Institutul Bialik, Ierusalim
- 1961 - Michelangelo - Iyunim bedarkhey ghilumá shel haguto haomanutit (Michelangelo - Studii despre căile de manifestare ale concepției sale artistice)
- împreună cu Paul Oscar Kristeller - Maarekhet haomanuyot hamaaravit Text aldin (Sistemul occidental al artelor) Institutul Bialik, Ierusalim

în germană:
- 1998 Das Gottesbild: Studien zur Darstellung des Unsichtbaren (Bild und Text)  (Imaginea lui Dumnezeu: Studii despre reprezentarea nevăzutului - Imagine si text), Editura Wilhelm Fink, München

## Premii și onoruri
- 1993 - A fost invitat să țină o prelegere la a 200-a aniversare a Muzeului Luvru din Paris.
- 1996 Premiul Israel (premiul de stat) in domeniul istoriei artei,
- Membru corespondent al Academiei de Științe din Heidelberg

## In memoriam
- O colecție a desenelor și picturilor lui Moshe Barasch, inclusiv pictura sa Moise (1934)[6], în care Moise este arătat în luptă cu Amalec se află la Muzeul Israel din Ierusalim.[12]
- Câteva din picturile în ulei ale lui Barasch din copilărie se află astăzi la Centrul de asistență socială „Hesed Shoshana” din Cernăuți